# Йоганн Тролльманн
Йоганн Вільгельм «Рукелі» Тролльманн (27 грудня 1907, Вільше, Нижня Саксонія, Німецька імперія — квітень 1944, концтабір Віттенберге) — німецький боксер циганського походження.
Ставши чемпіоном Німеччини у середній та напівважкій вазі 1933 року, він зазнав переслідувань в часи Третього Рейху, втратив титул, кар'єру, родину, свободу і життя. 2003 року Тролльманну посмертно повернули титул. Його історії присвячено декілька книг, фільмів та театральних п'єс.

## Біографія
Йоганн Вільгельм походив з сінті, західноєвропейської гілки циганського народу. Велика сім'я Тролльманнів (у Йоганна було сім братів і сестер) жила в Ганновері, часто міняючи адреси, батько був різноробом. За гарну міцну статуру Йоганн отримав домашнє ім'я Рукелі, що значить «деревце».

### Спортивна кар'єра
Оскільки бокс у Німецькій імперії часів кайзера був забороненим, у віці 8 років Рукелі почав тренування в нелегальній секції, а зажив слави наприкінці 1920-х років. Як спортсмен ганноверського клубу «Герої», він 1928 року став чемпіоном північної Німеччини серед аматорів. Коли Тролльманн не отримав запрошення до олімпійської збірної 1928 року, він залишив поточний клуб і почав кар'єру в професійному боксі.
Йоганн Тролльманн виробив незвичний для свого часу стиль бою, швидко маневруючи на рингу, всупереч прийнятій манері битися, стоячи нога до ноги. Більшість перемог отримав за очками, що дратувало частину публіки та функціонерів. Втім він успішно виступав на аренах Ганновера, Гамбурга та Берліна, до червня 1933 року провів 52 професійні бої, отримав 29 перемог (11 нокаутів), 13 нічиїх і 10 поразок (3 нокаути).
На початку 1933 року боксер-єврей Еріх Зеліг виграв бій за титул чемпіона Німеччини у напівважкій вазі, проте під тиском нацистів боксерська асоціація Verband Deutscher Faustkämpfer позбавила його ліцензії. Претендентом на вакантний титул став Тролльманн.
Бій 9 червня 1933 року проти Адольфа Вітта, молодшого на 6 років та на 7 кг важчого професіонала, проходив на рингу берлінської броварні Bockbrauerei. Попри виразну перевагу Рукелі йому не зарахували перемогу, оголосивши бій безрезультатним через неякісний бокс, показаний бійцями. Це обурило публіку і судді були змушені визнати Тролльманна переможцем бою та чемпіоном. Однак через шість днів боксерська асоціація позбавила його титулу та пригрозила забрати ліцензію, якщо він не змінить свого «танцювального» стилю бою на більш притаманний арійському спорту.
Новий бій був запланований на 21 липня, суперником Тролльманна став сильний боксер, що мав успіхи на міжнародній арені, чемпіон Німеччини у середній вазі Густав Едер. Рукелі Тролльманн вийшов на ринг із пофарбованим у біле волоссям і вибіленим борошном обличчям — карикатура на арійця. Він тримав удари свого суперника п'ять раундів, перш ніж був нокаутований.
Після цього боксер провів іще дюжину поєдинків як професійний боксер, більшість із них програв. А вже наступного року втратив ліцензію.

### Переслідування
1 червня 1935 року Рукелі одружився зі своєю дівчиною, німкенею Ольгою Фрідою Більдою, трьома місяцями раніше в них народилася донька Рита.
З середини 1930-х у Німеччині різко посилилися переслідування сінті та ромів. Стерилізація часто супроводжувала їх розміщення в концентраційних таборах і Тролльманн також переніс цю операцію, потрапивши в трудовий табір того ж 1935 року.

1938 року розлучився з дружиною, як вважається, щоб відвести від них загрозу переслідувань, адже расова теорія Роберта Ріттера, якою послуговувалися чиновники Рейху, здійснюючи геноцид циган, стверджувала, що загрозу чистоті нації становлять також і діти зі змішаних шлюбів.

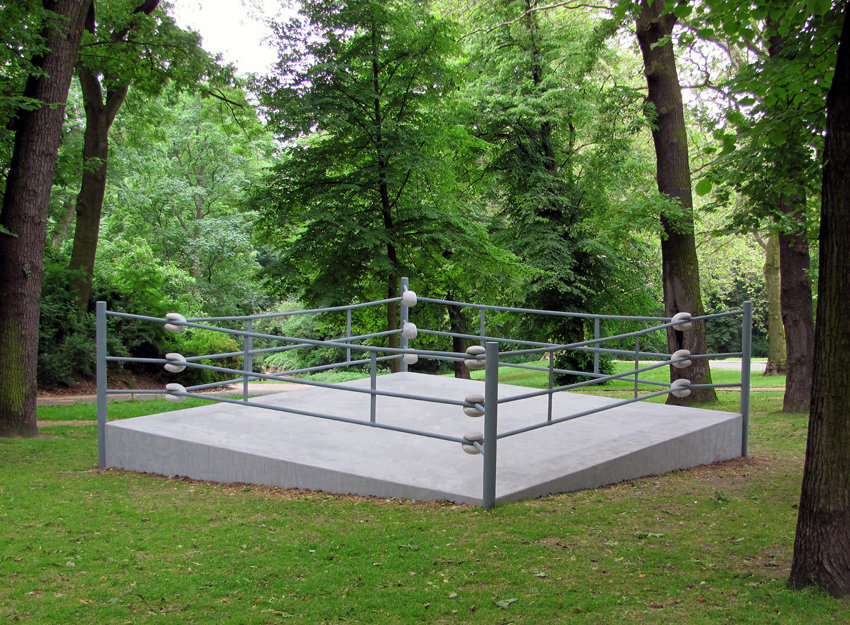
9841- Тимчасовий меморіал Йоганну Рукелі Трольману в районі Кройцберг, Берлін, 2010.

У 1939 році Йоганн Вільгельм був призваний до вермахту, воював у піхоті, брав участь у кампаніях у Польщі, Бельгії та Франції. Отримав поранення на Східному фронті 1941 року та повернувся до Німеччини. Згодом, шукаючи винних у невдачах на Сході, націонал-соціалісти репресували солдат неарійського походження, Тролльманна вигнали з армії, в червні 1942 року Гестапо заарештувало його і відправило у концтабір Ноєнгамме. Відомий його табірний номер того часу: 9841.
Йоганн Тролльманн усі ці роки намагався не афішувати свого минулого, часом використовуючи дані свого брата Генріха для конспірації. Проте комендант його табору до війни був спортивним функціонером і впізнав колишнього чемпіона. Вночі, після важкої роботи він мусив тренувати солдат.
Офіційні документи вказують дату смерті Йоганна 9 лютого 1943.
За іншими даними підпільний комітет ув'язнених Ноєнгамме імітував смерть Тролльманна і спромігся його переведення до філії табору поблизу Віттенберге під вигаданим ім'ям. Колишню зірку незабаром впізнали і там, і в'язні організували поєдинок між ним та Емілем Корнеліусом, злочинцем та ненависним капо (в'язень, який отримував привілеї за допомогу адміністрації табору, часто засуджений, який працював на послаблення або умовно-дострокове звільнення). Рукелі переміг, але скоро Корнеліус помстився за своє приниження. За свідченнями вижилих ув'язнених, виснаживши Тролльманна роботою, він напав і забив його до смерті. Це сталося навесні 1944 року.
Брат Йоганна, музикант і боксер Генріх Тролльманн загинув того ж року в Освенцімі у віці 27 років.

## Реабілітація та вшанування пам'яті

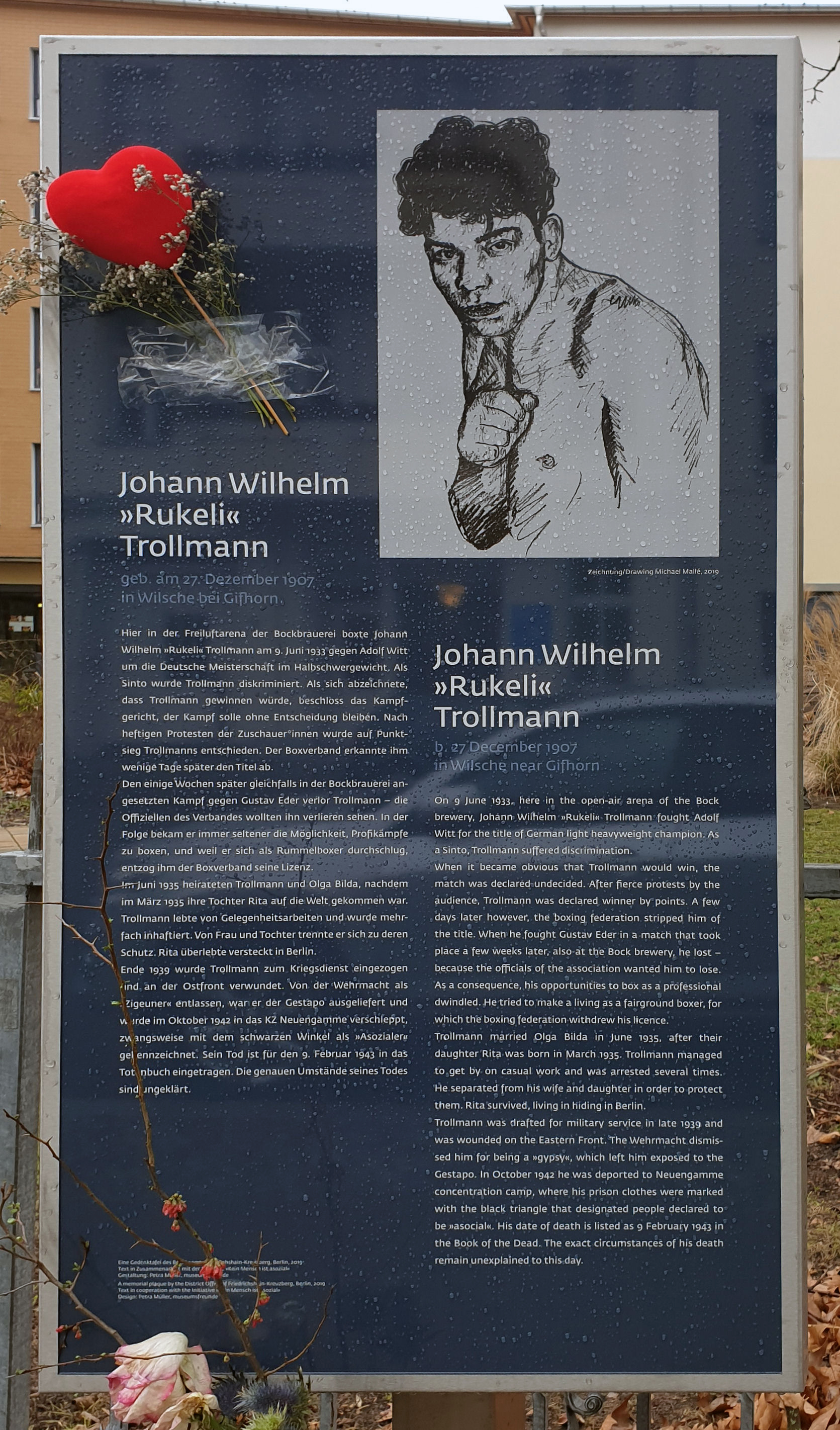
Меморіальна дошка біля Bockbierbrauerei

Наприкінці 1990-х Ганс Фірцлафф опублікував книгу про долю Тролльманна, повернувши його історію із забуття.
У 2003 році Німецька асоціація професійного боксу (Bund Deutscher Berufsboxer e.V., BDB) офіційно визнала перемогу Тролльманна в червні 1933 року та включила його в перелік німецьких чемпіонів у напівважкій вазі.
2004 року в старому місті Ганновера на честь боксера був названий провулок (Johann-Trollmann-Weg) у районі Tiefental, де певний час жила його родина. Камені спотикання закладені біля його дому в Ганновері, біля броварні Bockbrauerei в Берліні та біля залу Rote Flora в Гамбурзі, де Тролльманн провів декілька двобоїв.
2006 року з'явилася короткометражка Рукелі (Rukelie) німецької режисерки Сабіни Наврат (Sabine Nawrath).
9 червня 2010 року, у річницю його чемпіонського бою німецький колектив художників Bewegung Nurr встановив на честь Тролльманна тимчасовий меморіал «9841» у берлінському парку Вікторія, неподалік місця його переможного бою. Меморіал виставлявся згодом у Ганновері, Дрездені та закордоном.
2011 року спортивна зала однієї з середніх шкіл Кройцберга була названа на честь Рукелі: Боксерський табір Йоганна Тролльманна (Johann-Trollmann-Boxcamp).
У третьому сезоні телесеріалу Вавилон Берлін, в якому історичні події та особистості Веймарської республіки змішуються з вигаданими сюжетними лініями, головна героїня Шарлотта Ріттер виявляє плакат Рукелі Тролльманна, на якому вказано, що він є сином її зниклого батька, а отже і її зведеним братом.
29 січня 2015 року у віденському театрі Йозефштадт відбулася прем'єра п'єси австрійського письменника Фелікса Міттерера «Боксер» (Der Boxer). Сюжет вистави її заснований на долі біографії Троллмана, головну роль зіграв австрійський актор Грегор Блоеб, режисер Стефані Мор.
У 2015 році італійська альтернативна рок-група CFF e il Nomade Venerabile випустила пісню Come fiori, присвячену Тролльманну. Ця пісня стала натхненням для театрального шоу My Inv(f)erno… gypsy life, яке відкрило X Міжнародний фестиваль TeatroLab у новелларському театрі Тальявіні в березні 2019 року.
У 2016 році Даріо Фо, лауреат Нобелівської премії з літератури 1997 року, опублікував книгу «Razza di zingaro», засновану на житті Тролльмана.
У лютому 2020 року на колишній Bockbierbrauerei (Fidicinstrasse 2, Кройцберг, Берлін) було відкрито меморіальну дошку на честь чемпіона.